# 男湯
『男湯』（おとこゆ）は、2003年5月3日にフジテレビで放送された深夜枠の単発ドラマ。
テーマは「イイ男」。
好評につき、続編『男湯2』が制作された。

## キャスト
- 小池永一（アオボイジャー）：瑛太
- 馬場春臣（アカボイジャー）：佐藤隆太
- 榎本隆史（キボイジャー）：小栗旬
- 内田茂三（ミドボイジャー）：藤沢大悟
- 松浦美奈（モモボイジャー）：綾瀬はるか
- 商店街の会長（ブッチャー）：志賀廣太郎
- 森脇英理子
- 玉木千尋
- 江口薫
- 幸田吏加
- 黒澤あかね
- 水本亜弥
- 中嶋佳奈
- 野村明子
- 若尾桂子

## スタッフ
- 脚本：大野大福
- 演出：永山耕三
- プロデュース：鹿内植
- 選曲：石井和之
- 制作：フジテレビ制作センター2部
- 制作著作：フジテレビ

## 主題歌
- 「トップノート」チコチェアー

| スタブアイコン | サブスタブ | この項目は、まだ閲覧者の調べものの参照としては役立たない、テレビ番組に関連した書きかけの項目です。この項目を加筆・訂正などしてくださる協力者を求めています（P:テレビ/PJ:放送または配信の番組）。 |